# Шарлотте Кернер
Шарлотте Кернер (нім. Charlotte Kerner; 12 листопада 1950, Шпаєр, Німеччина) — німецька письменниця, журналістка.

## Біографія
Народилася 1950 року в Шпаєрі, де провела дитинство і юність. Вивчала економіку і соціологію в Мангаймі, досліджувала соціологію міста. Мала навчальні подорожі до Канади (1976) та Китаю (1977–1978). Її досвід ліг в основу її першої книжки про становище жінок і дівчат у Китаю. Працювала журналісткою для GEO-Wissen, Die Zeit та Emma. Живе і працює в Любеку.

## Творчість
З 1979 року повністю присвятила себе творчості. Стала відомою передусім як авторка біографій жінок. Основними у її романах є наукові теми, особливо біомедицина, генна інженерія, антропологія. 
1987 року отримала Німецьку молодіжну літературну премію за біографію «Лізе, атомна фізикиня. Життєвий шлях Лізе Майтнер». Ще раз стала лауреаткою премії 2000 року.
Одна з найвідоміших книжок Кернер — молодіжний роман про майбутнє «Світлокопія» (Blueprint), в якому головна героїня, дізнавшись про свою хворобу, клонує себе та створює доньку-клона. Роман зачіпає ряд етичних та психологічних питань. Роман було видано у 14 країнах. 2004 року він був екранізований.

## Українські переклади
- Світлокопія / Шарлотте Кернер ; пер. з нім. Наталки Сняданко. — Львів : Видавництво Старого Лева, 2018. — 176 с[2].